# Norderheistedt
Norderheistedt er en by og kommune i det nordlige Tyskland, beliggende i Amt Kirchspielslandgemeinden Eider i den nordlige del af Kreis Dithmarschen. Kreis Dithmarschen ligger i den sydvestlige del af delstaten Slesvig-Holsten.

## Geografi
Kommunen er beliggende i den nordlige del af Dithmarschen ved Landesstraße 239 mellem kommunerne Hennstedt og Süderheistedt.

### Nabokommuner
Nabokommuner er (med uret fra nord) kommunerne Wiemerstedt, Süderheistedt (Exklave Hägen), Linden, Barkenholm, Süderheistedt, Ostrohe og Weddingstedt (alle i Kreis Dithmarschen).